# Ecuación de estado de Murnaghan
La ecuación de estado de Murnaghan es una relación constitutiva entre el volumen de un cuerpo y la presión a la que está sometido. Esta es una de las muchas ecuaciones de estado que se han utilizado en las ciencias de la tierra y en la mecánica del impacto para modelar el comportamiento de materiales en condiciones de alta presión. Debe su nombre a Francis D. Murnaghan  quien propuso la ecuación en 1944 para modelizar el comportamiento del material bajo un rango de presión lo más amplio posible dando cuenta de un hecho establecido experimentalmente: cuanto más se comprime un sólido, más difícil es segur comprimiéndolo.
La ecuación de Murnaghan se deriva, bajo ciertos supuestos, de las ecuaciones de la mecánica del medio continuo. Involucra dos parámetros ajustables (se ajustan a partir de medidas experimentales: el módulo de incompresibilidad K0 y su primera derivada con respecto a la presión, K&primo; 0, ambos medidos a presión ambiente. En general, estos coeficientes se determinan mediante una regresión sobre valores obtenidos experimentalmente del volumen V en función de la presión P.  Estos datos experimentales pueden obtenerse por difracción de rayos X o por pruebas de impacto. La regresión también se puede realizar sobre los valores de la energía en función del volumen obtenido de los cálculos de ab initio y dinámica molecular.
La ecuación de estado de Murnaghan se expresa típicamente como:

{\displaystyle P(V)={\frac {K_{0}}{K_{0}'}}\left[\left({\frac {V}{V_{0}}}\right)^{-K_{0}'}-1\right]\,.}

Si la reducción del volumen bajo compresión es baja, es decir, para V/V0 superior al 90%, la ecuación de Murnaghan es adecuada para modelar datos experimentales con una precisión satisfactoria. Además, a diferencia de muchas ecuaciones de estado propuestas, da una expresión explícita del volumen en función de la presión V(P). Pero su rango de validez es limitado y conduce a predicciones físicas inadecuadas fuera de su rango. Sin embargo, esta ecuación de estado sigue siendo ampliamente utilizada en modelos de explosivos sólidos.  De las ecuaciones de estado más elaboradas, la más utilizada en física de la Tierra es la ecuación de estado de Birch-Murnaghan. En física de choque de metales y aleaciones, otra ecuación de estado ampliamente utilizada es la ecuación de estado de Mie-Grüneisen.

## Antecedentes
El estudio de la estructura interna de la tierra a través del conocimiento de las propiedades mecánicas de los constituyentes de las capas internas del planeta implica condiciones extremas; la presión se puede contar en cientos de gigapascales y las temperaturas en miles de grados. El estudio de las propiedades de la materia en estas condiciones se puede hacer experimentalmente a través de dispositivos como la celda de yunque de diamante para presiones estáticas, o sometiendo el material a ondas de choque. También dio lugar a trabajos teóricos para determinar la ecuación de estado, es decir, las relaciones entre los diferentes parámetros que definen en este caso el estado de la materia: el volumen (o densidad), la temperatura y la presión.
Hay dos enfoques usados comúnmente:
- las ecuaciones de estado derivadas de los potenciales inter-atómicos, o posiblemente cálculos ab initio;
- Derivado de las relaciones generales de las ecuaciones de estado, mecánica y termodinámica. La ecuación de Murnaghan pertenece a esta segunda categoría.

Docenas de ecuaciones han sido propuestas por varios autores.  Estas son relaciones empíricas, la calidad y relevancia dependen del uso que se haga de ellas y pueden ser evaluadas mediante diferentes criterios: el número de parámetros independientes que usan, el significado físico que se puede asignar a estos parámetros, la calidad de los datos experimentales o la consistencia de las suposiciones teóricas que subyacen a su capacidad para extrapolar el comportamiento de los sólidos a alta compresión.

## Expresiones para la ecuación de estado
Generalmente, a temperatura constante, el módulo aparente se define por:

{\displaystyle K=-V\left({\frac {\partial P}{\partial V}}\right)_{T}.}

La forma más fácil de obtener una ecuación de estado que vincule P y V es asumir que K es constante, es decir, independiente de la presión y la deformación del sólido, entonces simplemente encontramos la ley de Hooke. En este caso, el volumen disminuye exponencialmente con la presión. Este no es un resultado satisfactorio porque se ha establecido experimentalmente que a medida que un sólido se comprime, se vuelve más difícil de comprimir. Para ir más allá, debemos tener en cuenta las variaciones de las propiedades elásticas del sólido con la compresión.
La suposición de Murnaghan es asumir que el módulo de masa es una función lineal de la presión:

{\displaystyle K=K_{0}+P\ K_{0}'}

La ecuación de Murnaghan es el resultado de la integración de la ecuación diferencial:

{\displaystyle P(V)={\frac {K_{0}}{K_{0}'}}\left[\left({\frac {V}{V_{0}}}\right)^{-K_{0}'}-1\right]}

También podemos expresar el volumen en función de la presión:

{\displaystyle V(P)=V_{0}\left[1+P\left({\frac {K'_{0}}{K_{0}}}\right)\right]^{-1/K'_{0}}}

Sin embargo, esta presentación simplificada fue criticada por Poirier por carecer de rigor. La misma relación se puede demostrar de una manera diferente al hecho de que la incompresibilidad del producto del módulo y el coeficiente de expansión térmica no depende de la presión para un material dado. .  Esta ecuación de estado también es un caso general de la antigua relación politrópica  que también tiene es una ley potencial constante.
En algunas circunstancias, particularmente en relación con cálculos ab initio, se preferirá la expresión de la energía en función del volumen,  que se puede obtener integrando la ecuación anterior de acuerdo con la relación P = −dE/'dV. Se puede escribir en K′ 0 diferente de 3,

{\displaystyle E(V)=E_{0}+K_{0}\,V_{0}\left[{\frac {1}{K_{0}'(K_{0}'-1)}}\left({\frac {V}{V_{0}}}\right)^{1-K_{0}'}+{\frac {1}{K_{0}'}}{\frac {V}{V_{0}}}-{\frac {1}{K_{0}'-1}}\right].}

## Ventajas y limitaciones
A pesar de su simplicidad, la ecuación de Murnaghan es capaz de reproducir los datos experimentales para un rango de presiones que puede ser bastante grande, del orden de K0/2.  También sigue siendo satisfactorio ya que la relación V/'V0 se mantiene por encima del 90%. En este rango, la ecuación de Murnaghan tiene una ventaja en comparación con otras ecuaciones de estado si se quiere expresar el volumen en función de la presión. 
Sin embargo, otras ecuaciones pueden proporcionar mejores resultados y varios estudios teóricos y experimentales muestran que la ecuación de Murnaghan es insatisfactoria para muchos problemas. Por lo tanto, en la medida en que la relación V/V0 se vuelve muy baja, la teoría predice que {\displaystyle K'_{0}}; va a 5/3, que es el límite de Thomas-Fermi. Sin embargo, en la ecuación de Murnaghan, {\displaystyle K'_{0}}; es constante y se establece en su valor inicial. En particular, el valor {\displaystyle K'_{0}} = 5/3 se vuelve inconsistente con la teoría en algunas situaciones. De hecho, cuando se extrapola el comportamiento predicho por la ecuación de Murnaghan se vuelve rápidamente improbable.
Independientemente de este argumento teórico, la experiencia muestra claramente que K y primo; disminuye con la presión, o en otras palabras, que la segunda derivada del módulo de incompresibilidad K″ es estrictamente negativo. Una teoría de segundo orden basada en el mismo principio (véase la siguiente sección) puede dar cuenta de esta observación, pero este enfoque sigue siendo insatisfactorio. De hecho, conduce a un módulo de volumen negativo en el límite donde la presión tiende a infinito. De hecho, esta es una contradicción inevitable sea cual sea la expansión polinómica que se elija, porque siempre habrá un término dominante que diverge hasta el infinito. .
Estas importantes limitaciones han llevado al abandono de la ecuación de Murnaghan, que W. Holzapfel llama "una forma matemática útil sin ninguna justificación física". En la práctica, el análisis de los datos de compresión se realiza mediante el uso de ecuaciones de estado más sofisticadas. La más utilizada dentro de la comunidad científica es la ecuación de Birch-Murnaghan, de segundo o tercer orden en la calidad de los datos recogidos. 
Finalmente, una limitación muy general de este tipo de ecuación de estado es su incapacidad para tener en cuenta las transiciones de fase inducidas por la presión y la temperatura de fusión, pero también las múltiples transiciones sólido-sólido que pueden causar cambios bruscos en la densidad y el módulo aparente en función de la presión. 

## Ejemplos
En la práctica, la ecuación de Murnaghan se utiliza para realizar una regresión en un conjunto de datos, donde se obtienen los valores de los coeficientes K0 y K&primo; 0. Obtenidos estos coeficientes, y conociendo el valor del volumen a las condiciones ambientales, entonces estamos en principio en condiciones de calcular el volumen, la densidad y el módulo aparente para cualquier presión.
El conjunto de datos es principalmente una serie de mediciones de volumen para diferentes valores de presión aplicada, obtenidos principalmente por difracción de rayos X. También es posible trabajar sobre datos teóricos, calculando la energía para diferentes valores de volumen por métodos ab initio, y luego regresando estos resultados. Esto da un valor teórico del módulo de elasticidad que se puede comparar con los resultados experimentales.
En la siguiente tabla se enumeran algunos de los resultados de diferentes materiales, con el único fin de ilustrar algunos análisis numéricos que se han realizado utilizando la ecuación de Murnaghan, sin perjuicio de la calidad de los modelos obtenidos. Dadas las críticas que se han hecho en la sección anterior sobre el significado físico de la ecuación de Murnaghan, estos resultados deben considerarse con cautela.
| Material                    | {\displaystyle K_{0}} (GPa) | {\displaystyle K'_{0}} |
| --------------------------- | --------------------------- | ---------------------- |
| NaF                         | 46.5                        | 5.28                   |
| NaCl                        | 24.0                        | 5.39                   |
| NaBr                        | 19.9                        | 5.46                   |
| NaI                         | 15.1                        | 5.59                   |
| MgO                         | 156                         | 4.7                    |
| Calcita (CaCO3)             | 75.27                       | 4.63                   |
| Magnesita (MgCO3)           | 124.73                      | 3.08                   |
| Carburo de silicio (3C-SiC) | 248                         | 4.0                    |

## Extensiones y generalizaciones
Para mejorar los modelos o evitar las críticas descritas anteriormente, se han propuesto varias generalizaciones de la ecuación de Murnaghan. Por lo general, consisten en eliminar una suposición simplificadora y agregar otro parámetro ajustable. Esto puede mejorar las cualidades de refinamiento, pero también conducir a expresiones complicadas. También se plantea la cuestión del significado físico de estos parámetros adicionales.
Una posible estrategia es incluir un término adicional P2 en el desarrollo anterior,  requiriendo que {\displaystyle K=K_{0}+PK_{0}'+P^{2}K_{0}''}. Resolviendo esta ecuación diferencial se obtiene la ecuación de Murnaghan de segundo orden:

{\displaystyle P(V)=2{\frac {K_{0}}{K_{0}'}}\left[{\frac {\Gamma }{K_{0}'}}\,{\frac {\left({\frac {V_{0}}{V}}\right)^{\Gamma }+1}{\left({\frac {V_{0}}{V}}\right)^{\Gamma }-1}}-1\right]^{-1}}

donde {\displaystyle \Gamma ^{2}=K_{0}'^{2}-2K_{0}K_{0}''>0}. Se encuentra naturalmente en la ecuación de primer orden tomando {\displaystyle K_{0}''=0}. En principio, los desarrollos de un orden mayor que 2 son posibles,  pero a costa de añadir un parámetro ajustable para cada término.
Se pueden citar otras generalizaciones:
- Kumari y Dass han propuesto una generalización abandonando la condición K = 0 pero asumiendo el informe K / K&primo; independiente de la presión; [20]
- Kumar propuso una generalización teniendo en cuenta la dependencia del parámetro de Anderson en función del volumen. Posteriormente se demostró que esta ecuación generalizada no era nueva, sino más bien reducible a la ecuación de Tait. [5][21]